# Loikaw
Loikaw, ou Loi-kaw (birman : လ္ဝုိင္‌ေကာ္‌မ္ရုိ့, transcrit lwing kaw mrui) est la capitale de l'État de Kayah, en Birmanie. Elle est située dans le nord de l'État, à une altitude de 1 200 m et compte environ 11 000 habitants ou plutôt 50 000 selon d'autres sources, pour la plupart d'ethnie Kayas (Karennis) mais aussi Pa-Ohs (Pa-O), Birmans, Chinois et Shans.

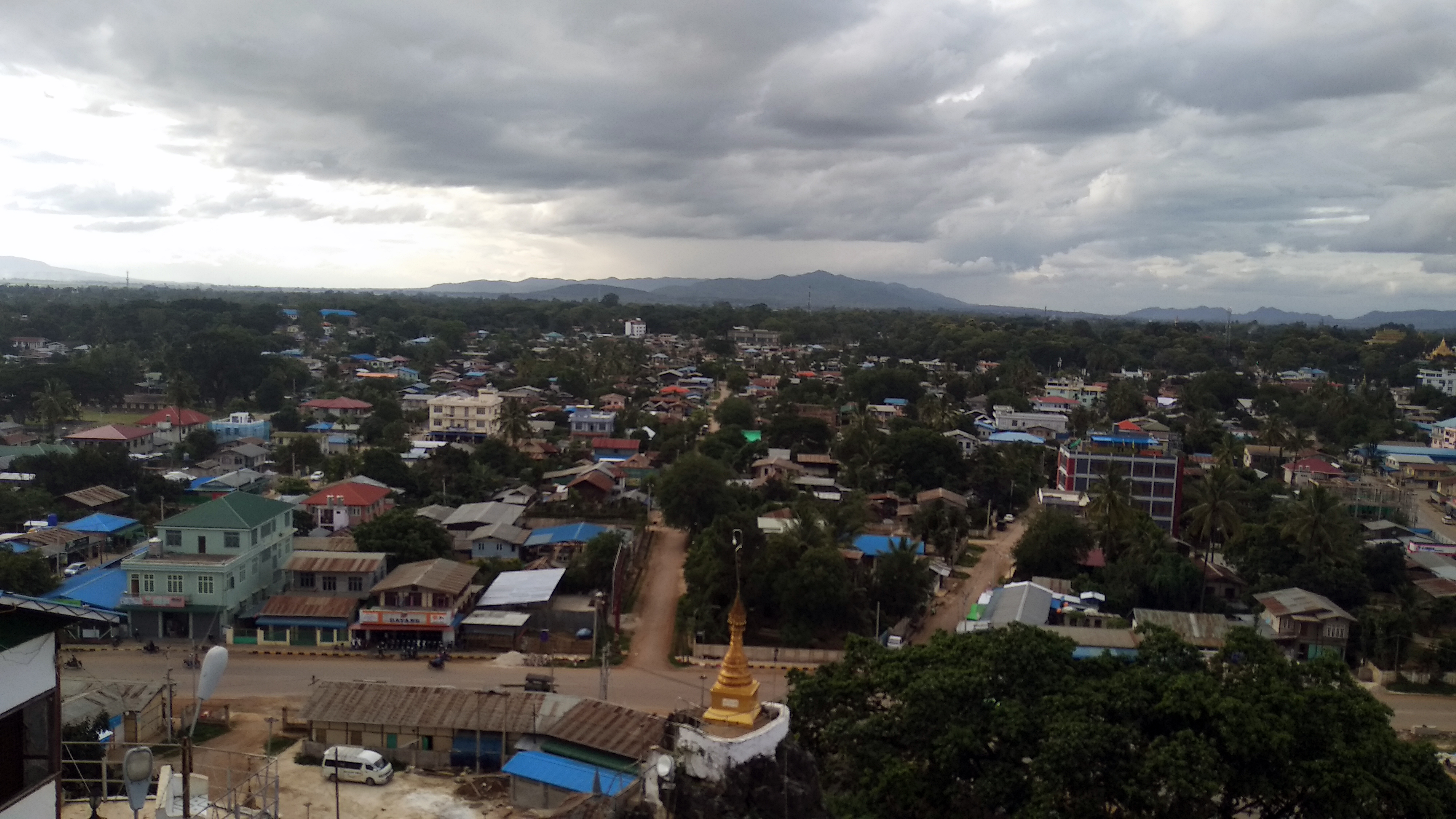
Vue sur la ville de Loikaw

Le plus grand barrage hydroélectrique de Birmanie (180 MW), construit par les Japonais à titre de réparation pour les dommages de la Seconde Guerre mondiale, se trouve à 20 km à l'Est de Loikaw, aux chutes de Lawpita.

## Transport
Loikaw se trouve au terminus de la nouvelle ligne ferroviaire Aungban-Pinlong-Loikaw.

## Éducation

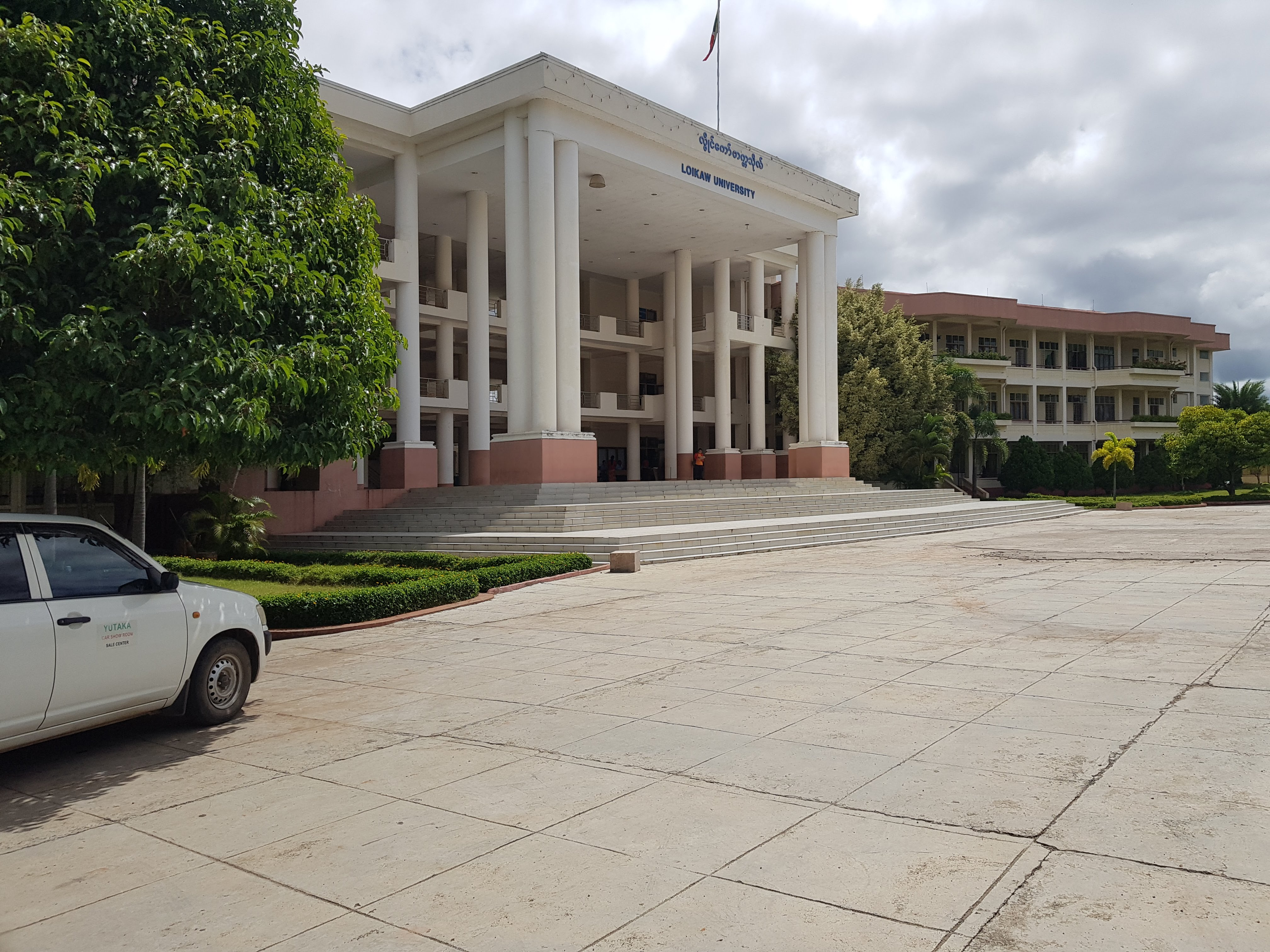
Université de Loikaw

La ville possède une université.

## Cultes
- Des pagodes bouddhistes

- La cathédrale catholique du Christ-Roi est le siège du diocèse de Loikaw, érigé en 1988.L'étrange pagode de la Roche Coupée

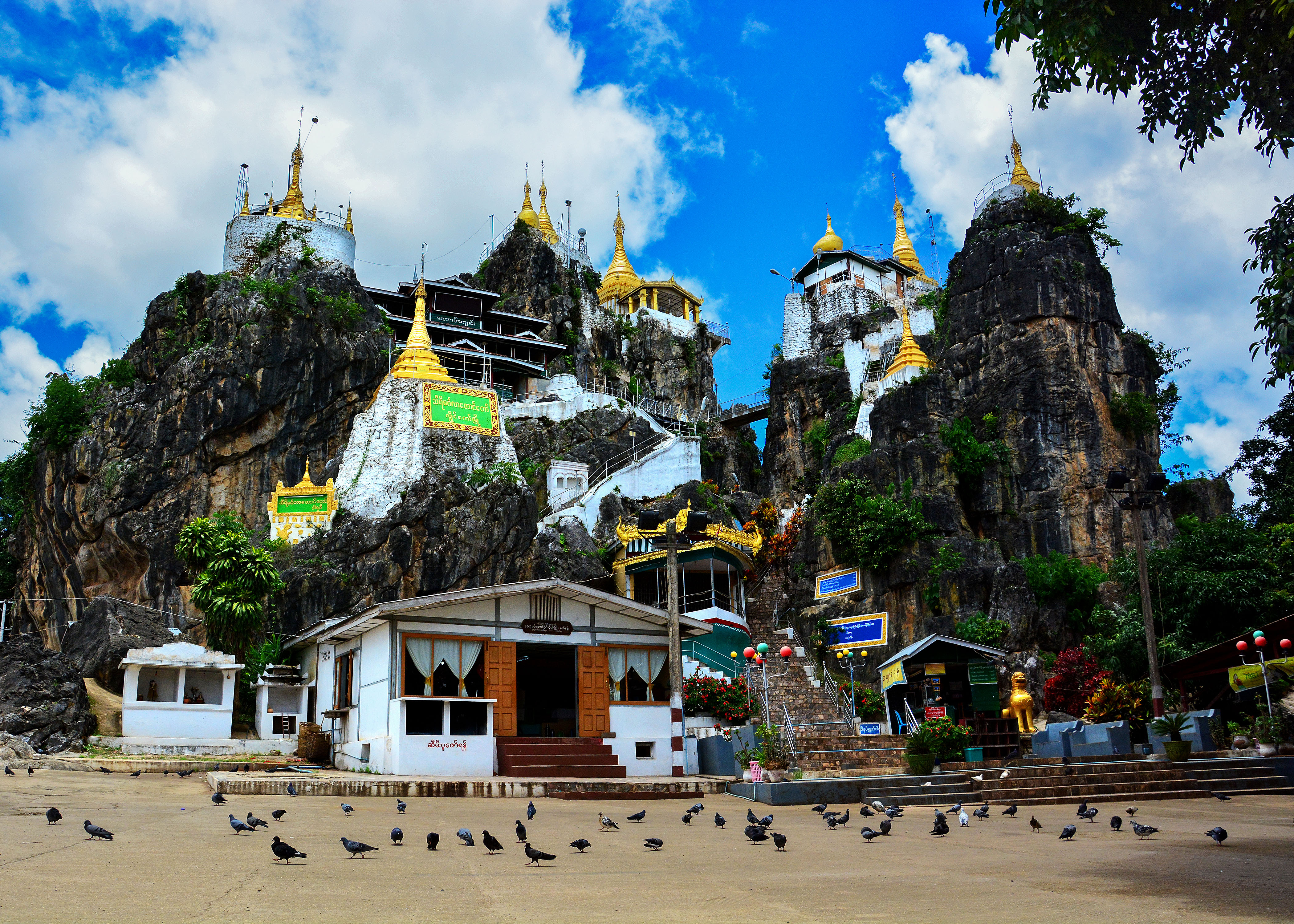
L'étrange pagode de la Roche Coupée

## Galerie

Marché
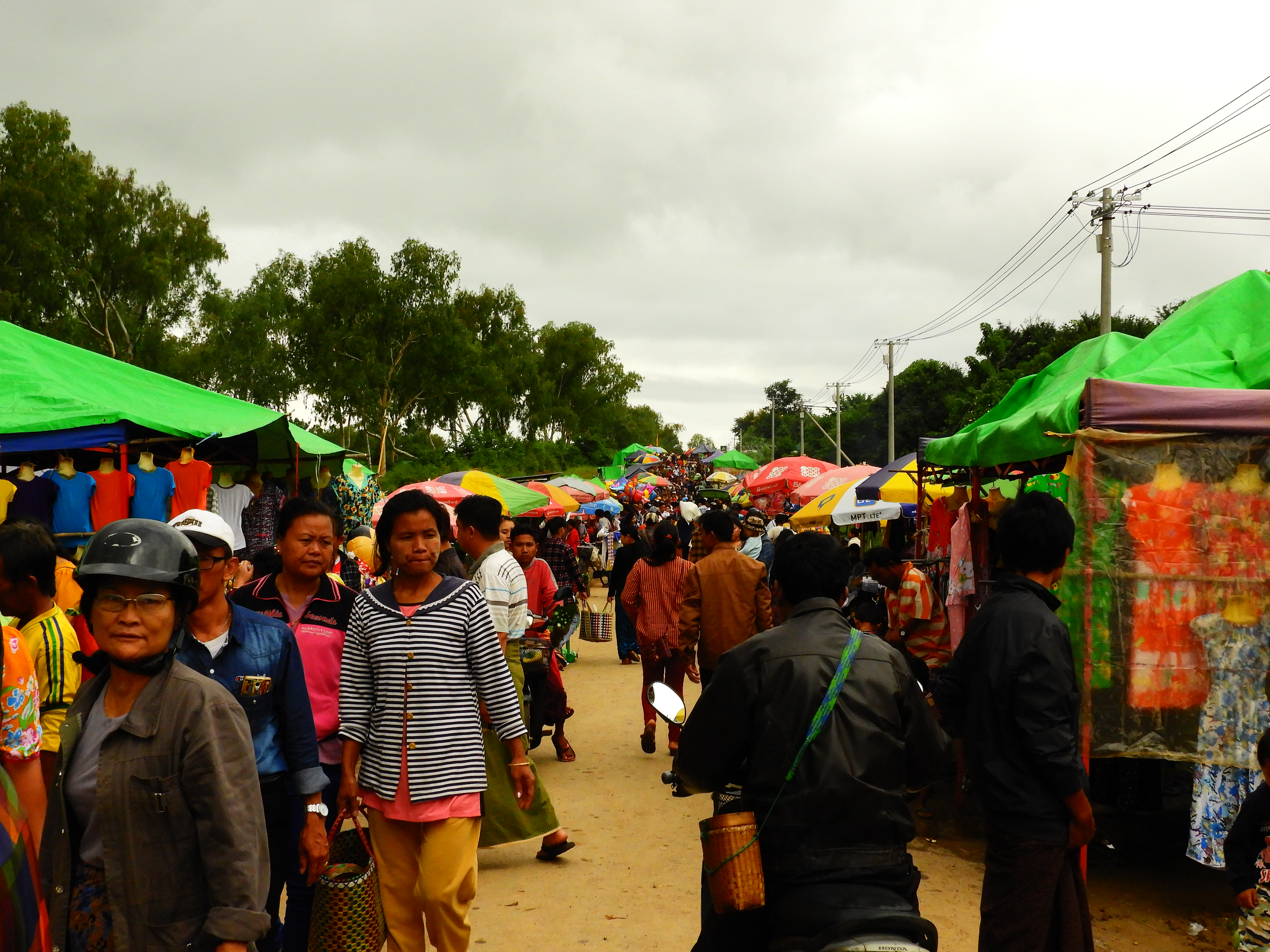
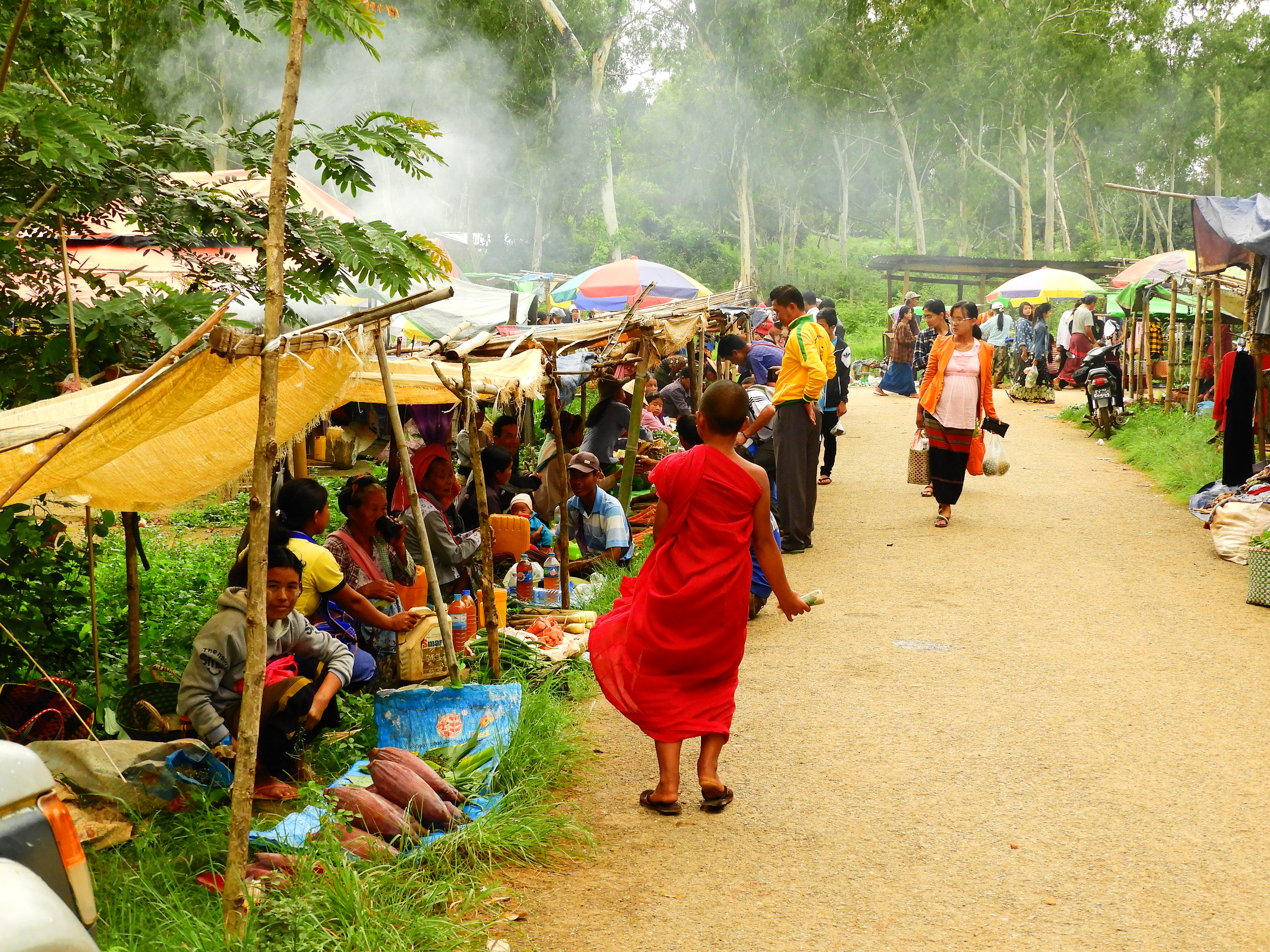
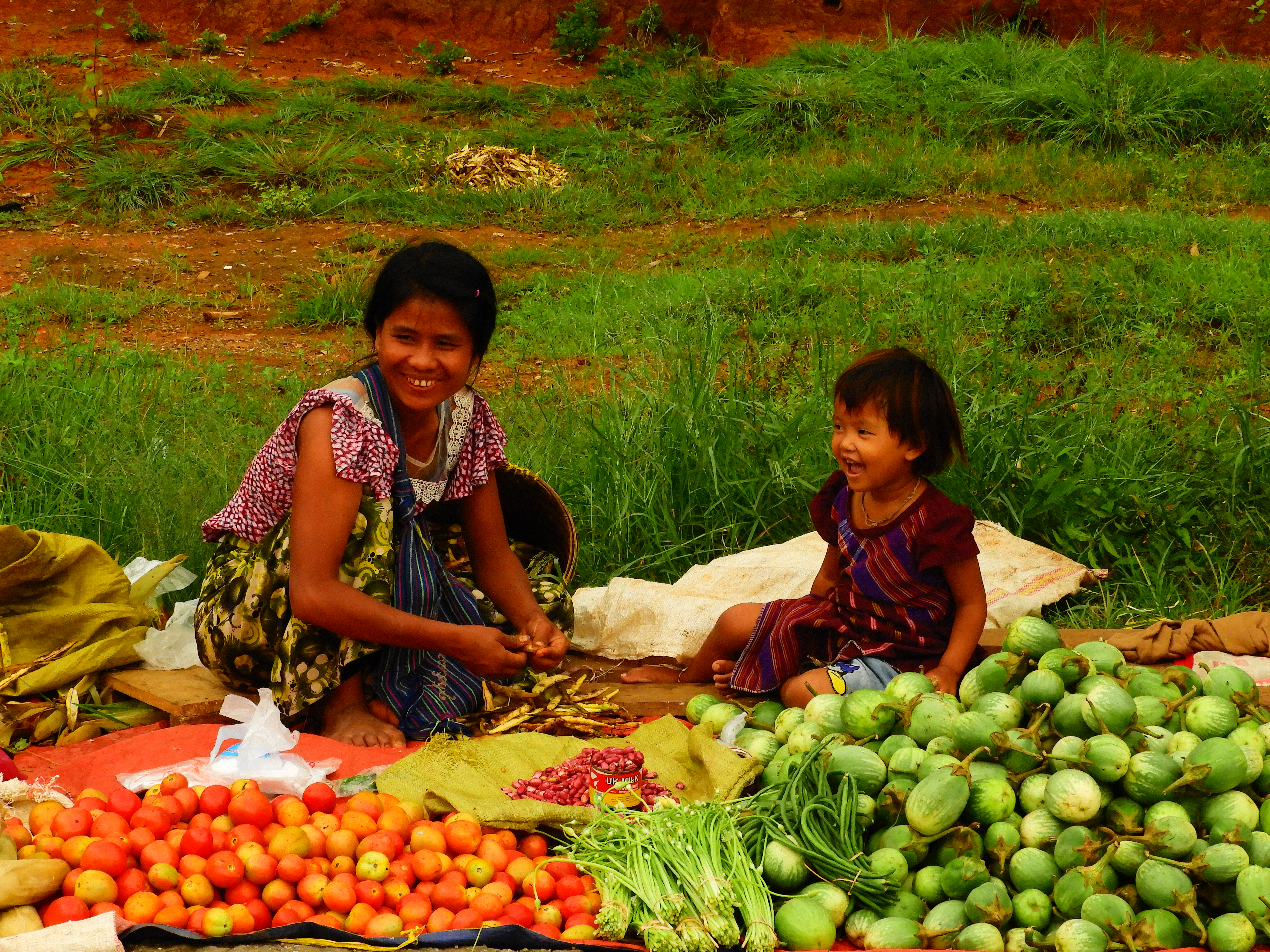
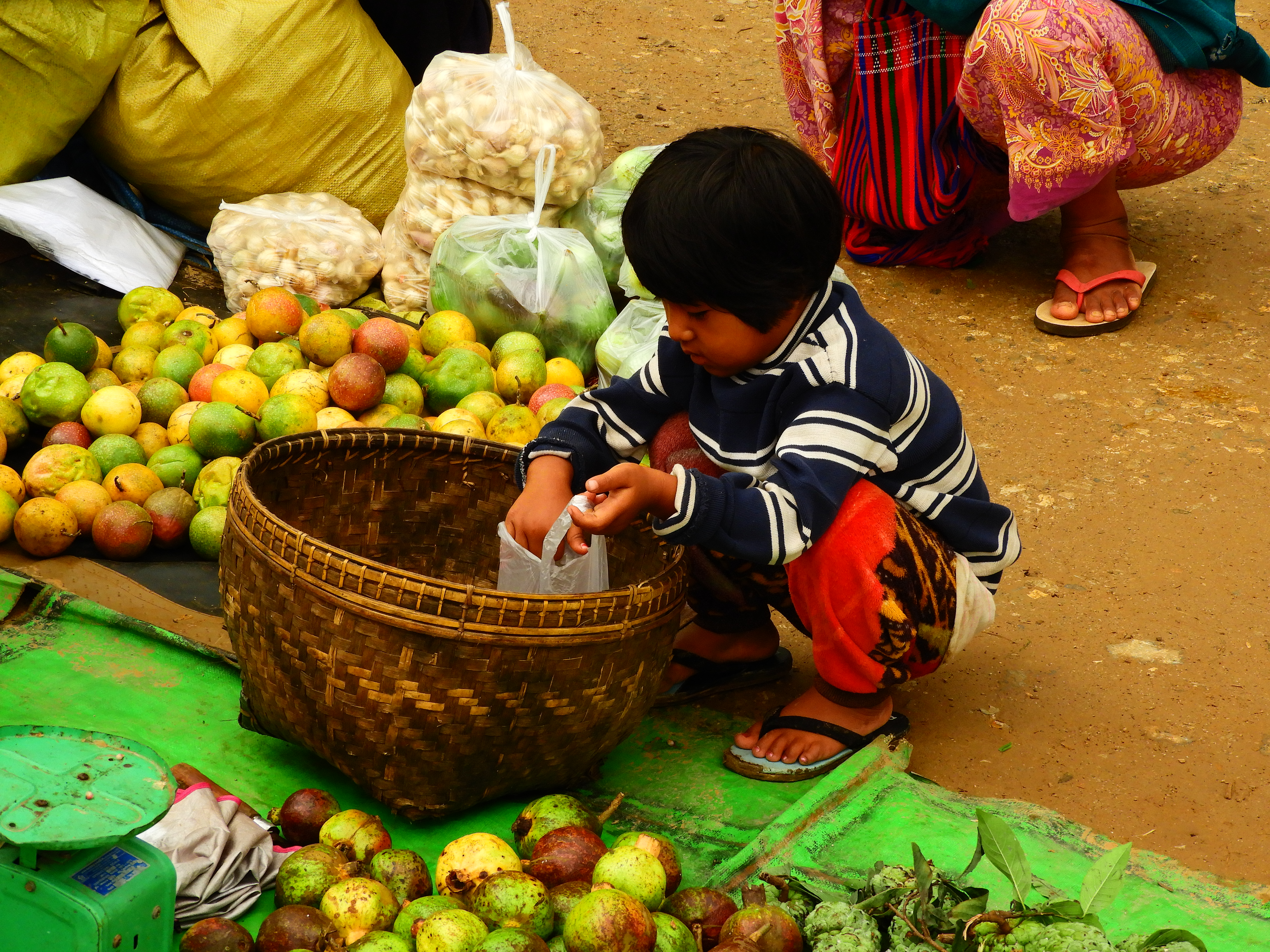